# Хорхлер, Каролин
Каролин Хорхлер (нем. Karolin Horchler; родилась 9 мая 1989 года в Арользене, земля Гессен, Германия) — немецкая биатлонистка. Её самый большой успех — серебряная медаль в эстафете 4x6 км на чемпионате мира 2020 года в составе сборной Германии.

## Биография
Каролин Хорхлер родилась в Арользене, но выросла в Оттларе (коммуна Димельзе) в Северном Гессене. Свою карьеру начала в клубе Ski-Club Willingen e.V. (Виллинген, Германия), позднее перейдя в клуб WSV Clausthal-Zellerfeld (Клаусталь-Целлерфельд, Германия), за который и выступает по настоящее время. Проживает в Рупольдинге.
Её старшая сестра Надин и сестра-близнец Кристин также занимаются биатлоном. Однако Кристин уже завершила свою карьеру как активная спортсменка. Её младший брат Адриан (род. в 1996 году) активно занимается маунтинбайком.
Хобби: путешествия, бариста.

## Спортивная карьера
В 2007 году Каролин участвовала в своих первых международных гонках в рамках Кубка Европы среди юниоров. В 2008 году она принимала участие в чемпионате мира по биатлону среди юниоров в Рупольдинге, став 10-й в индивидуальной гонке, 11-й в спринте и 14-й в гонке преследования. За этим последовал чемпионат мира по биатлону среди юниоров 2010 в Турсбю (Швеция), где Хорхлер выиграла индивидуальную серебряную медаль, уступив только румынке Реке Ференц. Также Каролин финишировала 18-й в спринте и 16-й в гонке преследования. В 2011 году она участвовала в своих первых гонках Кубка IBU. В Альтенберге она выиграла свои первые очки, заняв 38-е место в спринте в своей первой гонке, а в гонке преследования поднялась до 11-го места. В Анси она впервые поднялась на подиум в индивидуальной гонке, заняв второе место после Каролин Хеннеке.
В сезоне 2011/2012 годов Хорхлер получила свой первый опыт международных соревнований в Кубке IBU. Её лучшим результатом было девятое место в гонке преследования в От-Морьене. В положении лёжа процент попаданий у Каролин на соревнованиях Кубка IBU составил 94 %, в положении стоя она также была одним из самых лучших стрелков с показателем 92 %. Это сделало Хорхлер лучшим стрелком в немецкой команде. Однако явный серьёзный текущий дефицит в скорости бега не позволил ей занять верхние позиции. На чемпионате Европы по биатлону 2012 года она заняла лишь 24-е место, уступив в спринте лидирующей украинке Елене Пидгрушной более чем на две минуты, несмотря на безупречную стрельбу. В индивидуальной гонке Хорхлер была на девятой, несмотря на безупречную стрельбу. Из-за слабости в беговых лыжах она не рассматривалась для участия в соревнованиях в Канморе (Канада) и закончила свой первый сезон 13-й в общем зачете с хорошими результатами в Альтенберге.

### Первые медали чемпионата Европы
В сезоне 2012/2013 годов Каролин Хорхлер впервые участвовала на Кубке IBU в Мартелло (Италия). Благодаря хорошей стрельбе и улучшенной беговой форме, она смогла добиться двойного успеха, заняв первые места в спринте и гонке преследования, которые также стали первыми победами Германии в Кубке в сезоне. На чемпионате Европы по биатлону 2013 года Каролин выиграла золото в эстафете и бронзу в гонке преследования. На чемпионате Германии 2013 года она выиграла спринт и эстафету, была второй в гонке преследования, а также в масс-старте и третьей в индивидуальной гонке. Тем не менее, в начале сезона 2013/2014 она была классифицирована в группе трасс 1b и изначально не входила в сборную Германии на чемпионате мира.

### Первый чемпионат мира

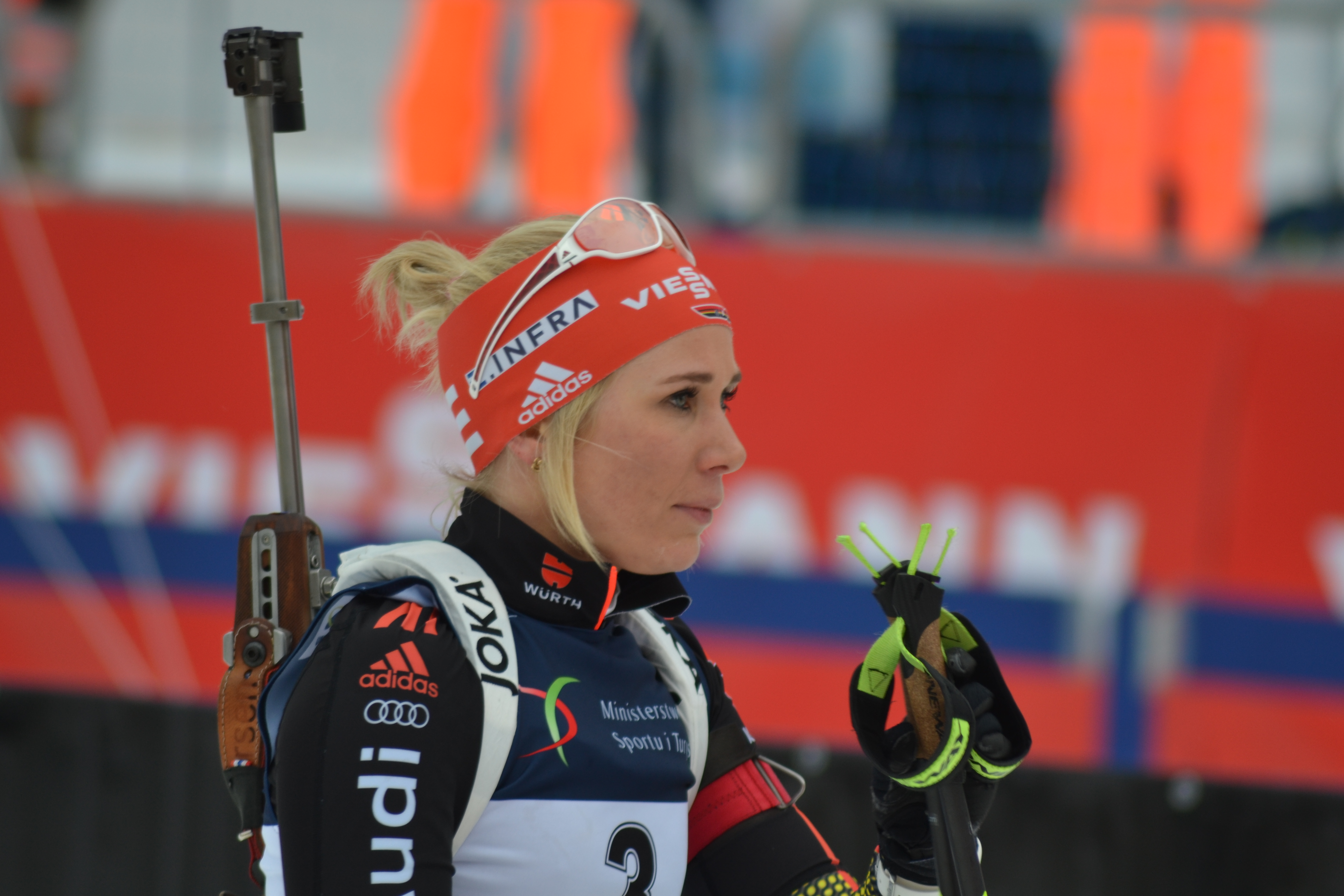
Каролин Хорхлер на ЧЕ—2017 в Душники-Здруй

После хорошего выступления на Кубке IBU Хорхлер участвовала в открытии Кубка мира 2014/2015 годов в Эстерсунде. Заняв 24-е место в личном зачёте, она также достигла места в очках. Хотя Хорхлер четыре раза стартовала в Кубке мира, она всё ещё занимала второе место в общем зачёте Кубка IBU после победы в четырёх гонках, в том числе трёх в Канморе. На чемпионате Европы в Отепя (Эстония) Каролин завоевала серебряную медаль в женской эстафете.
В сезоне 2015/2016 годов Каролин Хорхлер сначала стартовала только в индивидуальной гонке в Рупольдинге. Когда Ванесса Хинц внезапно заболела, тренер приказал Хорхлер, который уже ехала на этап Кубка IBU в Южном Тироле, вернуться в Рупольдинг. Она начала гонку как стартовая бегунья, и, хотя Мириам Гесснер пришлось отыграть два промаха, немецкая эстафетная команда заняла второе место в конце забега. Это был первый подиум Хорхлер в Кубке мира по биатлону. В спринте в Кенморе она впервые смогла войти в топ-10, заняв девятое место и, таким образом, впервые попала в масс-старт Кубка мира. На Преск-Айле (США) она выступала вместе с Франциской Пройсс, Луизой Куммер и Мириам Гесснер в эстафете. После штрафного круга Гесснера Хорхлер начала гонку пятой. Благодаря хорошей стрельбе Каролин временно поднялась на второе место, но проиграла Елене Пидгрушной из Украины в финишном спринте и пересекла финишную черту на третьем месте. Хорхлер не смогла квалифицироваться на чемпионат мира в Осло и не участвовала в последних гонках сезона в Ханты-Мансийске. Тем не менее, она приняла участие в чемпионате Европы по биатлону 2016 года в Тюмени (Россия) и выиграла серебряную медаль как в спринте, так и в гонке преследования. Вместе со своей сестрой Надин, Маттиасом Бишлем и Флорианом Графом она достигла лишь четвертого места в смешанной эстафете после того, как Графу пришлось отыграть три промаха после стрельбы лёжа, оставаясь лидером. В общем зачёте Кубка мира Хорхлер финишировала 63-й.

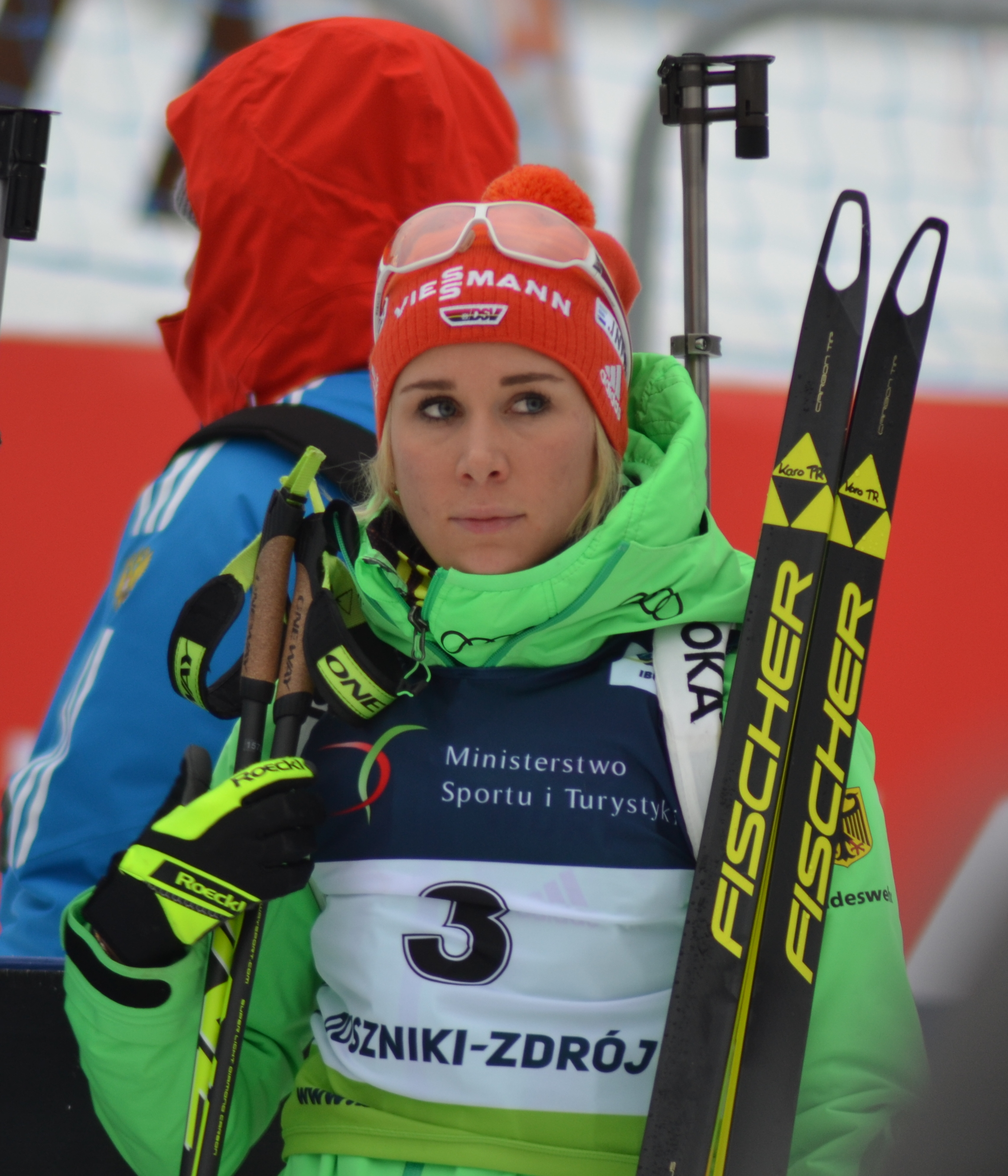
Каролин Хорхлер на ЧЕ—2017 в Душники-Здруй

Как и в прошлом году, Каролин Хорхлер была переведена в группу трасс 1b и получила статус руководителя. В сезоне 2016/2017 годов она стартовала во Кубке IBU второго класса. В январе 2017 года она впервые вместе со своей сестрой Надин стартовала на гонках Кубка мира в Оберхофе. На чемпионате Европы 2017 года в Душники-Здруй (Польша) ей не удалось повторить успех прошлого года, сборная Германии осталась без медалей. В Кубке IBU Каролин выиграла индивидуальную гонку в Обертиллиахе и смешанную эстафету в Отепя вместе с Марион Дайгентеш, Маттиасом Дорфером и Давидом Зобелем. Благодаря своим неизменно высоким показателям она заняла первое место в индивидуальных гонках Кубка IBU. Хотя у DSV было два дополнительных стартовых места для женщин на последней гонке Кубка мира в Осло, среди прочего из-за их места в общем рейтинге Кубка IBU, Каролин Хорхлер не поехала в Норвегию.
После окончания сезона Каролин Хорхлер была переведена в команду B2 DSV. Она больше не принадлежит к группе трасс 1b, из которой обычно формируется команда Кубка IBU, и поэтому больше не может участвовать во многих тренировочных сборах. Как член спонсорской группы, она в основном сама готовилась к зиме.

### Общая победа в Кубке IBU
В июне 2017 года во время подготовки к Кубку мира по 2017/2018 годов Каролин Хорхлер была сбита грузовиком во время тренировки на лыжероллерах и сломала плечевой сустав. Во время тренировок и подготовки к предстоящей зиме она была жестко ограничена и не могла в течение почти десяти недель тренироваться в стрельбе. Тем не менее, она выиграла бронзу в масс-старте на чемпионате Германии в Рупольдинге в сентябре и прошла квалификацию на открытие Кубка мира в Эстерсунде (Швеция). В первой гонке сезона, индивидуальной гонке на 15 км, она финишировала 19-й и, таким образом, достигла своего лучшего результата в этой дисциплине. На чемпионате мира в Хохфильцене Хорхлер также была в составе немецкой команды, заменив больную Франциску Пройс. Затем она снова стартовала во втором классе Кубка IBU и приняла участие в чемпионате Европы в Риданне (Италия). Хотя Каролин не участвовала в двух Кубках IBU и, следовательно, в четырёх индивидуальных гонках, Хорхлер выиграла общий зачёт и зачёт спринта на Кубке IBU. За это время она выиграла две гонки и ещё пять раз финишировала на подиуме. Заняв это место в общем рейтинге, она также получила право на участие в финале Кубка мира по в Тюмени (Россия). После одиннадцатого места в спринте она поднялась на пятое место в гонке преследования. Это было её первое место в топ-10 в этой дисциплине, она улучшила свой личный рекорд в гонке Кубка мира и прошла квалификацию на масс-старт, где также заняла восьмое место, попав в топ-10.
На чемпионате Германии в сентябре 2018 года Каролин Хорхлер выиграла все соревнования по биатлону и заняла второе место в эстафете вместе с Франциской Хильдебранд и Стефани Джесси. 17 сентября Хорхлер была номинирована на первые три соревнования Кубка мира 2018/2019 годов, заняв место заболевшей Марен Хаммершмидт. На первом в сезоне этапе Кубка мира на словенском плато Поклюка она имела личное право на старт, независимо от квотных позиций Германии. Таким образом, она извлекла выгоду из изменения правил IBU, которое даёт прошлогодним победителям общего зачета Кубка IBU личное право стартовать на первом этапе Кубка мира в сезоне. Каролин Хорхлер также была первой биатлонисткой, стартовавшей на Кубке мира в «голубой майке». Она сохранила свое место в чемпионате мира в команде, а также была номинирована в команду на чемпионате мира 2019 года в Эстерсунде (Швеция), но не участвовала в титульных гонках.